# Na Zlatém jezeře
Na Zlatém jezeře (v anglickém originále On Golden Pond) je americké filmové drama z roku 1981. Film režíroval Mark Rydell podle scénáře Ernesta Thompsona, upraveného podle Thompsonovy stejnojmenné hry z roku 1979. V hlavních rolích Katharine Hepburnová, Henry Fonda, Jane Fondová, Doug McKeon, Dabney Coleman a William Lanteau. Norman (Henry Fonda) je zhýralec, v jehož vztahu s dcerou Chelsea (Jane Fondová) došlo k odcizení. U Zlatého jezera se však dohodne se svou ženou, že se budou starat o Billyho, syna dceřina nového přítele, a rozkvete velmi nečekaný vztah.
Film byl uveden v kinech 4. prosince 1981 s úspěchem u kritiky i komerčním. Recenzenti vyzdvihli Rydellovu režii, Thompsonův scénář i herecké výkony, a film na americkém trhu vydělal 119,3 milionů dolarů, čímž se stal druhým nejvýdělečnějším filmem roku 1981 v Severní Americe. Získal deset nominací na Oskara, včetně za nejlepší film a získal tři: nejlepší herec (pro Henryho Fondu), nejlepší herečka (pro Katherine Hepburnovou) a nejlepší adaptovaný scénář.

## Obsazení
- Katharine Hepburnová jako Ethel Thayer
- Henry Fonda jako Norman Thayer Jr.
- Jane Fondová jako Chelsea Thayer Wayne
- Doug McKeon jako Billy Ray Jr.
- Dabney Coleman jako Dr. Bill Ray
- William Lanteau jako Charlie Martin
- Christopher Rydell jako Sumner Todd (jako Chris Rydell)